# Editorial Calleja
La Editorial Calleja fue fundada por Saturnino Calleja en 1876 en Madrid y cerró definitivamente en 1958. La editorial publicó un gran número de libros de temáticas como historia, literatura, sociología, leyes o medicina, pero fue especialmente popular por la edición de cuentos infantiles con abundantes ilustraciones y un precio reducido gracias a sus enormes tiradas.

## Historia

### Primera etapa (1876-1915)
El negocio de la librería y taller de encuadernación de los comienzos en la calle de la Paz se va decantando por el trabajo editorial y después de varios locales la «Casa Editorial Calleja» se establece en la calle Valencia número 28, con fachada accesoria a la calle del Amparo. El edificio dedicado a la editorial constaba de cuatro plantas de aproximadamente 500 m². Sin embargo, el taller de encuadernación permaneció en la calle de Campomanes n.º 8 a cargo del hermano menor de Saturnino, Luis Calleja. Las encuadernaciones más lujosas de la editorial se encargaban a este taller; para el resto de libros la editorial se valía de más de seis talleres.
En 1889, Editorial Calleja publicó 3 400 000 volúmenes, correspondientes a 875 títulos. En 1903, llegó a 1350 títulos e incrementó el número de ejemplares en un 54 %.
En el «Padrón de la Matrícula de la Contribución Industrial de Madrid (1875-1922)» entre las «librerías» de 1880 aparece Saturnino Calleja —calle de la Paz n.º 7— en el puesto n°33 (de 43, en total). A partir de 1893 ya aparece bajo el epígrafe «Editores de obras de todas clases»; ese año en el puesto n°26 (de 45). La «Casa Editorial Calleja» tiene un crecimiento tal que, en 1915, alcanza el puesto n°2 (de 45).

### Segunda etapa (1915-1959)
Al morir el fundador el 7 de julio de 1915, la editorial —ya contaba con dieciocho delegaciones en los países de lengua castellana— pasó a manos de sus hijos Saturnino Calleja Gutiérrez y Rafael Calleja Gutiérrez, quienes la dirigieron conjuntamente hasta 1918. En 1919 queda Rafael Calleja al mando de la editorial. Para sobrellevar la escasez de papel debida a la Primera Guerra Mundial, la editorial invierte en una fábrica de papel, en San Juan de Mozarrifar (Zaragoza) que no resultó rentable. Por otra parte, lanzó ediciones más lujosas con poca tirada —lo contrario de lo realizado en la primera etapa—. A partir de 1925 los beneficios son escasos, con grandes deudas pero buenas perspectivas; en 1930, Rafael Calleja deja la editorial. A partir de 1931, la familia Calleja deja de tener la mayoría del capital.
Veinte años después, en 1951, Saturnino Calleja Gutiérrez es nombrado consejero delegado; la editorial ya se encontraba en situación prácticamente insalvable. En 1959, la editorial desaparece como tal.
Durante esta segunda etapa nombraron en 1916 director literario de nuevas ediciones a Juan Ramón Jiménez y crearon la colección "Obras de Juan Ramón Jiménez" en la que aparecieron Estío (1916), Sonetos espirituales (1917), la edición completa de Platero y yo (1917) y Diario de un poeta recién casado (1917). Además, a su esposa Zenobia Camprubí le encargaron la traducción de quince cuentos; en correspondencia, Juan Ramón dedicó a Rafael Calleja su Diario de un poeta recién casado y Jiménez recibió el encargo de entablar relaciones con editoriales norteamericanas dedicadas también a la literatura infantil y a la pedagogía cuando partió hacia Nueva York en viaje de novios; después las relaciones se deterioraron al incumplir la editorial diversos compromisos.[cita requerida]

## Algunos hitos

### Catálogos
La editorial publicó un gran número de libros de temáticas como historia, literatura, sociología, leyes o medicina. Ya en 1899 la editorial Calleja publicó 3,4 millones de volúmenes de 875 títulos, casi tres veces más que la media de las 25 mayores editoriales en 2004, y llegó a tener en su catálogo más de mil títulos en 1911.
En 1930 el número de títulos se incrementó hasta los 2289, de los que eran cuentos 1764 (77,06 %). El resto eran obras religiosas (0,88 %), diccionarios y libros para adultos (10,18 %) –como una célebre colección de libros de medicina– y libros pedagógicos (11,88 %) –incluye libros para aprender a dibujar y recortables–. En esos momentos la mayoría de las publicaciones estaban orientadas al mundo infantil.
Los últimos años de la editorial, la década 1950, el catálogo contiene 732 títulos, muy por debajo de mejor época. Además, se multiplica por cuatro la proporción de libros dedicada a los adultos (42,8 %) en detrimento de los libros infantiles (8,2 %). Esto pudo ser un factor importante en la ruina de la editorial.

## Ediciones singulares
La editorial publicó en 1924 el poemario Ternura (libro) de la poeta chilena ganadora del premio Nobel de Literatura Gabriela Mistral.
La editorial Calleja realizó la primera edición de Platero y yo de Juan Ramón Jiménez y publicó diversas ediciones de El Quijote, entre ellas una con papel rosa o una microscópica, que según su costumbre envió a las personalidades de la época.
Fue especialmente popular por la edición de cuentos infantiles con abundantes ilustraciones y un precio reducido gracias a sus enormes tiradas, muchos escritos por autores anónimos, de los que solo se conocen algunos nombres como José Muñoz Escámez, quien además tradujo los cuentos de los hermanos Grimm para la editorial.

### «Más cuento que Calleja»
Debido a la popularidad de los cuentos editados por la editorial surgió la expresión «tener más cuento que Calleja», locución verbal coloquial que significa: Ser quejicoso o fantasioso, falsear la realidad, exagerando lo que le afecta particularmente. En el año 2002 se publicó el libro La editorial Calleja, un agente de modernización educativa en la Restauración, que narra la historia de la editorial.
Se publicaron diferentes colecciones de cuentos, entre otras: Biblioteca Escolar Recreativa, Juguetes instructivos, Leyendas morales, Cuentos para niños, Joyas para niños, Colección Colorín, Biblioteca Perla, Pinocho contra Chapete. También hay series de cuentos famosos como cuentos de Andersen, cuentos de Grimm, cuentos de Perrault, cuentos de Schmid, cuentos de Nesbit y Las mil y una noches.

## Colaboradores

### Ilustradores

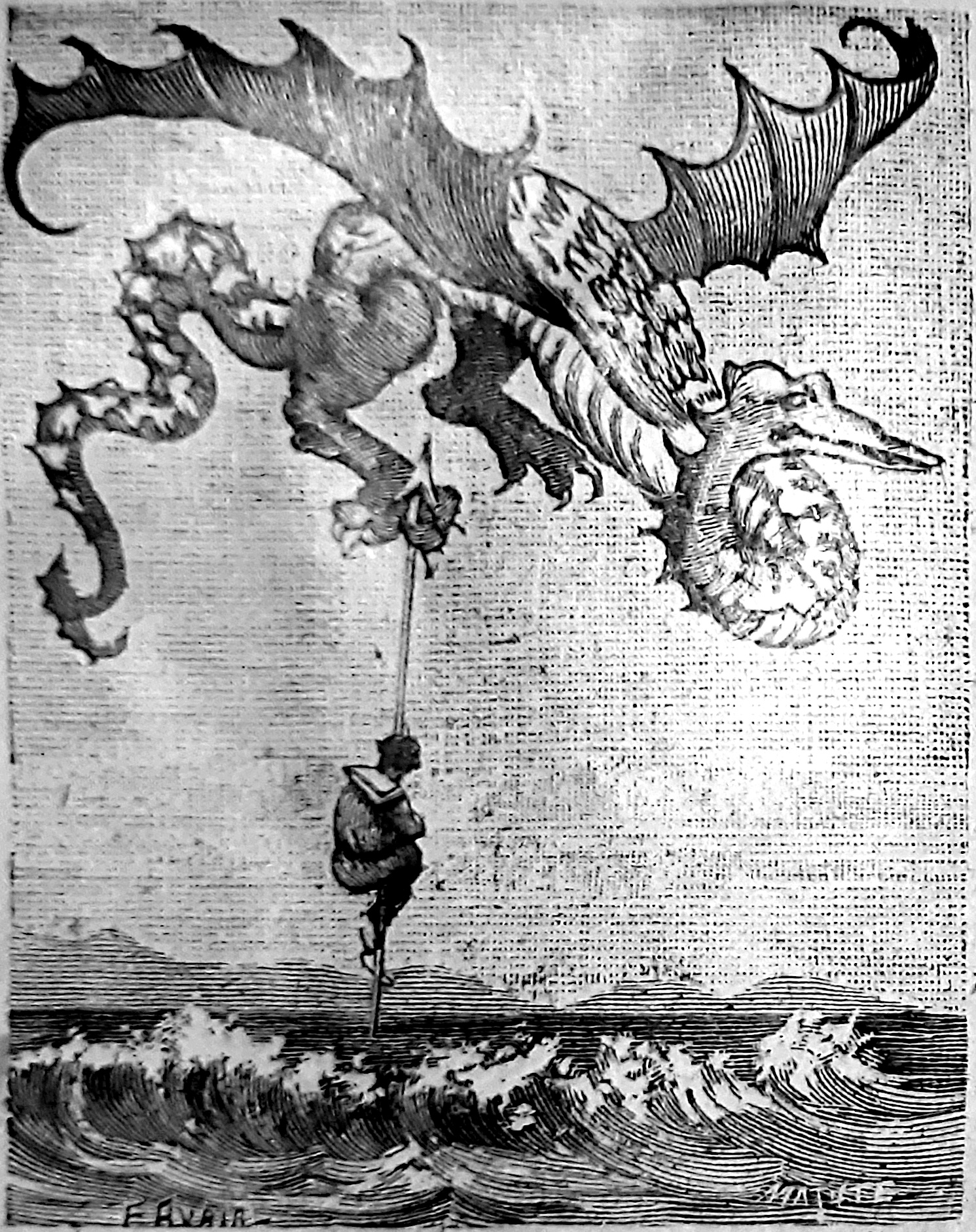
Ilustración del cuento El tesoro del Dragón, de la Editorial Calleja. Este ejemplar se encuentra expuesto en el Museo Etnológico de Ribadavia.

Una de la novedades de los cuentos publicados eran sus ilustraciones. El departamento gráfico de la editorial estaba formado por algunos de los mejores ilustradores de la época: Manuel Ángel, Elías Corona, Narciso Méndez Bringa, Ramón Cilla, Ángel Díaz Huertas, José Luis Amat, Manuel Picolo, Penagos, Salvador Bartolozzi, Federico Ribas, Echea, Fernando Marco, José Zamora, Máximo Ramos, Hortelano, Piti Bartolozzi, K-Hito, Robledano, Tono, José Sánchez Tena, Mel, Santamarina, Varela de Seijas, Luis Vigil, J. G. Mencía. se han identificado hasta un total de 140 ilustradores, sin contar los anónimos.

### Traductores
También fue importante el número de traductores, entre los cuales pueden citarse a los ya citados José Muñoz Escámez, Juan Ramón Jiménez y Zenobia Camprubí, pero también a Isidoro Bureba Muro (1892-1972), Magda Donato (1898-1966), José López Rubio, Jaime Nouell, Pablo González Muñoz, Laureano Lotero Fernández, Juan Baptista Foix y Gual, Enrique Díez Canedo, Luis Romero Ruiz, Enrique Ruiz, Jesús Sánchez Tena y Rafael Calleja Gutiérrez.

### Autoría de algunos cuentos «anónimos»
Existen razones para pensar que Saturnino Calleja escribió muchos de los cuentos publicados como anónimos. Por una parte, tanto el fundador de la editorial como sus hijos, Saturnino y Rafael, se tomaban la licencia de modificar el título o el texto de algunos cuentos. Además, algunos de estos cuentos «anónimos» están escritos con el mismo estilo que los libros de texto escritos por D. Saturnino.
En algunos de esos relatos se refiere a los cuentos publicados por la editorial en términos encomiásticos; o habla del propio D. Saturnino con toda familiaridad. El cuento El león en Quintanadueñas parece otra pista ya que, nacido en Burgos, la casa familiar estaba en ese pequeño pueblo.

### Otros
El filólogo y escritor Manuel Rodríguez-Navas y Carrasco compuso diversos manuales para la editorial.[cita requerida]